# Leonard Hayflick
Leonard Hayflick   (Filadèlfia, 20 de maig de 1928 - Sea Ranch, 1 d'agost de 2024) va ser un professor d'anatomia a la UCSF School of Medicine i va ser professor de microbiologia mèdica a la Universitat Stanford. Va ser president la Societat de Geronotologia d'Amèrica. I també va ser un dels membres fundadors del consell del National Institute on Aging (NIA). Va estudiar el procés d'envelliment de les cèl·lules i és conegut per descobrir que les cèl·lules humanes normals, in vitro, es divideixen un nombre de vegades determinat. Aquest fenomen s'anomena el límit de Hayflick.

## Biografia
Hayflick va néixer el 20 de maig de 1928 a Filadèlfia, fill d'Edna Hayflick i Nathan Hayflick. El seu pare va dissenyar pròtesis per a pacients dentals. Quan Leonard Hayflick tenia nou anys, un dels seus oncles li va comprar un joc de química. Els pares de Hayflick li van permetre construir un laboratori al soterrani de casa seva, on va dur a terme experiments de biologia i química. Hayflick va assistir a l'escola secundària John Bartram de Filadèlfia. Allà, el professor de química li va permetre ajudar al magatzem de productes químics, on Hayflick va adquirir més productes químics per als seus estudis.
Hayflick es va matricular a la Universitat de Pennsilvània a Filadèlfia el gener de 1946, però va ajornar els seus estudis per al servei militar. Després de militar durant divuit mesos a l'exèrcit del 1946 al 1948, Hayflick va rebre una beca de quatre anys a través del GI Bill, una iniciativa del govern federal dels EUA per ajudar els veterans a tornar a la vida civil després de la Segona Guerra Mundial. Hayflick va estudiar microbiologia a la Universitat de Pennsilvània i es va graduar el 1951. Després de graduar-se, Hayflick va treballar com a ajudant de recerca en bacteriologia el 1951 amb els laboratoris Merck, Sharp i Dohme al nord de Gal·les, Pennsilvània. Segons Hayflick, va considerar que l'escola de postgrau li hauria estat massa difícil fins que va conèixer un amic que va estudiar les espècies de bacteris del gènere Mycoplasma, que són bacteris sovint implicats en pneumònia i altres malalties. Aquests estudis el van convèncer de tornar a la Universitat de Pennsilvània per rebre un màster pel seu estudi de Micoplasma. Mentre estava a la Universitat de Pennsilvània, Hayflick també va conèixer Ruth Heckler, amb qui es va casar i amb qui va tenir cinc fills.
Com a estudiant de màster, el mentor de Hayflick, Warren Stinebring, el va enviar al Wistar Institute per investigar una infecció en una colònia de rates. Hayflick va demostrar que la infecció es devia a micoplasmes. Hayflick va rebre un màster en microbiologia mèdica el 1953. Va guanyar una beca en un programa de doctorat, en el qual va continuar la seva investigació. Hayflick es va doctorar en microbiologia i química mèdiques el 1956 per la Universitat de Pennsilvània.
El 1956, Hayflick es va traslladar al departament de microbiologia de la Universitat de Texas a Galveston, Texas. Va treballar amb el cultuvista cel·lular Charles Pomerat. Amb Pomerat, Hayflick va aprendre tècniques per produir cultius cel·lulars o poblacions de cèl·lules que viuen en condicions controlades. Quan la beca a la Universitat de Texas va caducar, Hayflick va sol·licitar feina en un altre lloc. El 1958, el nou director de l’Institut Wistar, Hilary Koprowski, va oferir a Hayflick un lloc de treball a les cèl·lules de cultiu per als altres científics de l’institut. Hayflick va acceptar el càrrec i es va tornar a Filadèlfia per treballar al Wistar Institute.

## Recerca
Des de principis de la dècada de 1900, una teoria predominant de les cèl·lules en el cultiu suposava que les cèl·lules es podrien multiplicar i créixer per sempre. Aquesta suposició es basava en els estudis de principis del segle XX d'Alexis Carrel, un metge a França, el treball del qual amb el cor dels pollets havia convençut a molts que totes les cèl·lules eren immortals. Si les cèl·lules no van créixer al laboratori, els investigadors van atribuir el fracàs a condicions nutricionals desconegudes, a tècnics que no manipulaven les cèl·lules de manera incorrecta o a contaminacions de la cristalleria.
A l’Institut Wistar el 1958, Hayflick va començar a estudiar si els virus podien causar o no càncers en humans. Hayflick va cultivar cèl·lules canceroses humanes. El seu objectiu era extreure’ls virus, hipotèticament causants de càncer, que podia aïllar introduint-los a les cèl·lules normals en cultiu. Per a aquest estudi, necessitava fer créixer cèl·lules humanes normals que no contenien virus en un laboratori. Hayflick utilitzava cèl·lules pulmonars fetals humanes perquè, en comparació amb les cèl·lules adultes, tenien menys possibilitats de contenir virus i el teixit pulmonar permetia la formació de fibroblasts o cèl·lules estructurals al cos.
Mentre cultivava vint-i-cinc soques de cèl·lules fetals, Hayflick es va adonar que algunes de les cultures deixaven de dividir-se després de prop de 50 duplicacions de població cel·lular. Les cèl·lules no estaven mortes, ja que continuaven metabolitzant-se, però les cèl·lules no es dividien. Hayflick va publicar un article el 1961 que detallava els resultats d'aquests cultius cel·lulars titulat "El cultiu en sèrie de soques de cèl·lules diploides humanes".
El 1965, Hayflick va publicar "La vida limitada in vitro de les soques de cèl·lules diploides humanes". En aquest article, Hayflick assenyala que les cèl·lules adultes es divideixen menys vegades que les cèl·lules fetals i que la causa d’aquesta divisió cel·lular limitada no és causada per un virus, bacteris ni per error. Hayflick va fer la hipòtesi en el seu article que l'envelliment cel·lular podria resultar d'un o diversos objectius o substàncies de dany cel·lular i que les cèl·lules podrien contenir factors intrínsecs que determinen l'envelliment.
En el moment de l'experiment de 1965, Hayflick havia establert un cultiu cel·lular, la soca WI-38, amb cèl·lules fetals que Hayflick havia adquirit de Suècia. Hayflick va enviar aquests cultius WI-38 a molts altres científics, inclòs Stanley Plotkin al Wistar Institute, on les cèl·lules es van utilitzar posteriorment per a les vacunes contra la rubèola. Les cèl·lules WI-38 van començar a tenir molta demanda durant els anys seixanta.
Tot i el reconeixement de Hayflick a les cultures WI-38, va romandre en la mateixa posició d’associat al Wistar Institute, que va ser finançat parcialment pels Instituts Nacionals de Salut (NIH) dels Estats Units amb seu a Bethesda, Maryland. Koprowski també havia creat un acord garantit amb SmithKline Beckman als Estats Units i Burroughs Wellcome Company al Regne Unit per comprar cultius WI-38, així com la tecnologia de cultiu cel·lular que Hayflick va crear per produir una vacuna contra la poliomielitis amb el virus viu i atenuat.. Més tard, Hayflick va dir que no estava satisfet amb la decisió de Koprowski de vendre les cèl·lules amb finalitats de lucre.
El 1968, Hayflick va acceptar un lloc com a professor de microbiologia mèdica a la Universitat Stanford a Stanford, Califòrnia. El Janurary del 1968, Hayflick es va reunir amb Kaprowski i representants de la NIH i la American Type Culture Collection (ATCC), amb seu a Rockville, Maryland, per discutir què passaria amb els contenidors restants de cèl·lules WI-38, ja que Hayflick aviat canviava feines. Els presents a la reunió van acordar permetre a Hayflick deu contenidors de les cèl·lules WI-38, amb deu dels cultius WI-38 restants col·locats al Wistar Institute i la resta a la cura de l’ATCC com a propietat del NIH. No obstant això, el NIH va afirmar que era propietari de les cel·les i que només ell podia distribuir i vendre les cel·les a través de l'ATCC. Hayflick va afirmar tenir el títol de propietari de les cèl·lules i que la propietat del fetus també tenia interès en les cèl·lules.
Hayflick va informar que sentia una injustícia i que va anar al Wistar Institute i va prendre totes les mostres del WI-38 abans de marxar a Califòrnia. Va enviar aquestes cultures als científics pel mateix preu que l'ATCC hauria cobrat als investigadors per l'enviament de les cèl·lules i va guardar aquests diners en un compte especial fins que es pogués determinar una nova decisió sobre la propietat de les cèl·lules. A la primavera de 1975, Hayflick va presentar el problema de la propietat al NIH amb l'esperança de decidir qui era el propietari de les cel·les. Més tard aquell mateix any, els comptables de NIH i alguns empleats del Departament de Salut, Educació i Benestar dels Estats Units (DHEW) van investigar Hayflick. Segons la Llei de llibertat d’informació dels Estats Units de 1966, el NIH va donar l’informe del comptable als periodistes que el van publicar el març del 1976. L’informe afirmava que Hayflick havia robat i venut propietats del govern dels Estats Units i que havia manipulat malament les cel·les.
Hayflick va demandar el NIH el 1975 per evitar la publicació de l'informe i obtenir el títol de les cèl·lules WI-38, argumentant que l'informe infringia la Llei de privadesa dels EUA de 1974. Un tribunal de Califòrnia va denegar una moció d’inhibició preliminar dels informes, i Hayflick el va seguir amb una apel·lació el 1978, després de la publicació dels informes. El Tribunal d'Apel·lacions del Novè Districte dels Estats Units va afirmar la decisió anterior i van desestimar la apel·lació. Amb la tensió creixent a partir de la publicació dels informes, Hayflick va deixar el seu treball a Stanford en el que va anomenar una protesta pel comportament de la direcció de la universitat, i el NIH li va confiscar els cultius de cèl·lules WI-38 mentre Hayflick assistia a una conferència. La qüestió de qui tenia el títol de les cèl·lules WI-38 va continuar sense resoldre's.
A finals de 1976, Hayflick va acceptar un lloc com a investigador sènior al Children's Medical Hospital Center d'Oakland, Califòrnia. El 1977, el NIH va acceptar la sol·licitud de Hayflick de subvenció per diners així com per a cèl·lules WI-38. Hayflick no va rebre aquesta subvenció ni cap cèl·lula WI-38 fins al gener de 1981. Hayflick va continuar demanant el títol de les cèl·lules WI-38, i el Departament de Justícia dels Estats Units, el Departament de Drug Administration (FDA), NIH i DHEW l'estiu del 1981. Després d’algunes modificacions, Hayflick es va establir amb la FDA, el NIH i el DHEW, i va rebre el títol de sis dels envasos originals de cèl·lules WI-38. També va rebre la possibilitat d'utilitzar els diners, més els interessos, d'un compte de dipòsit. Havia obert el compte al començament de la demanda i hi havia ingressat els diners que havia rebut de la distribució de les cel·les WI-38 mentre era a Stanford. Posteriorment, Hayflick va dir que tots aquests diners pagaven honoraris judicials. Després de l'acord, vuitanta-cinc científics van presentar una carta a favor de Hayflick a la revista Science. Hayflick i altres van afirmar que va ser a través dels seus esforços en demanar el títol a les cèl·lules WI-38 el que va ajudar a l'evolució de la política dels Estats Units i a permetre a les institucions d'investigació i als científics rebre títols de noves formes de vida, fins i tot quan la investigació es finançi federalment .
En el seu treball de 1974, Mutagènesi intrínseca: un enfocament genètic de l'envelliment, el premi Nobel Frank MacFarlane Burnet va anomenar The Hayflick Limit al relat de Hayflick sobre l'envelliment cel·lular. El 1981, Hayflick va esdevenir director del Centre d’Estudis Gerontològics de Gainesville, Florida, a més de professor de la Universitat de Florida a Gainesville. El 1982, Hayflick es va convertir en president de la Gerontological Society of America a Washington D.C.
El 1988, Hayflick es va convertir en professor a la Universitat de Califòrnia a San Francisco, Califòrnia. El 1994 va publicar un llibre titulat Com i per què envellim. Hayflick va rebre més de vint-i-cinc premis, va escriure més de dos-cents cinquanta treballs científics i va participar en diversos consells d'edició, governamentals i mèdics. Des del 2014, va formar part de diversos comitès científics i va escriure una autobiografia mentre vivia a Califòrnia.